# Ajuy
Ajuy é um município de  primeira classe de renda municipal (d) na província Iloilo, nas Filipinas. De acordo com o censo de 1 de maio  de  2020 possui uma população de 53 462 pessoas e 14 013 domicílios.